# Čevo
Pour les articles homonymes, voir Cevo.
Čevo (en serbe cyrillique : Чево) est un village du sud du Monténégro, dans la municipalité de Cetinje.

## Démographie

### Évolution historique de la population[1]
| 1948 | 1953 | 1961 | 1971 | 1981 | 1991 | 2003 |
| ---- | ---- | ---- | ---- | ---- | ---- | ---- |
| 424  | 444  | 378  | 271  | 133  | 95   | 62   |